# Immanuel Wallerstein
Pour les articles homonymes, voir Wallerstein (homonymie).
Immanuel Maurice Wallerstein, né le 28 septembre 1930 à New York et mort le 31 août 2019 à Branford (Connecticut), est un sociologue et un historien de l'économie américaine. 
Il est surtout connu pour ses travaux sur le système-monde, né au XVe siècle, et la mondialisation.

## Biographie

### Jeunesse et études
Né à New York dans une famille de juifs polonais, Immanuel Wallerstein s'intéresse très tôt à la politique et aux questions internationales, très discutées au sein de sa famille. Il fait l'intégralité de ses études à l'université Columbia de New York où il obtient une licence en 1951, une maîtrise en 1954 et un doctorat en 1959. Il fait également des séjours universitaires à l'université Paris-Diderot et à l'université libre de Bruxelles. 

### Parcours professionnel
Après l'obtention de son doctorat, Wallerstein devient maître de conférences. Il conserve ce statut jusqu'en 1971, date à laquelle il devient professeur de sociologie à l'université McGill à Montréal.  
À partir de 1976, il travailla comme professeur de sociologie à l’université de Binghamton (SUNY), jusqu’à sa retraite en 1999.  
Il travailla en outre comme directeur du centre Fernand-Braudel pour l’Étude de l’Économie, des Systèmes historiques et des Civilisations. Immanuel Wallerstein occupa plusieurs postes de professeur honoraire d’université dans plusieurs pays, reçut de nombreuses récompenses et occupa par intermittence le poste de directeur d'études associé à l’École des hautes études en sciences sociales de Paris.  
Il fut également le président de l’Association internationale de sociologie entre 1994 et 1998. 
Ses travaux ont pour une grande part portés sur l'économie-monde à partir du XVe siècle, à la suite de ceux de Fernand Braudel dont il était considéré comme l'héritier. 
Il meurt le 31 août 2019.

## Apports

### Affaires postcoloniales africaines
Immanuel Wallerstein commence sa carrière en tant qu'expert des affaires postcoloniales africaines. Jusqu'au début des années 1970, l'essentiel de ses travaux est consacré à ce sujet. 

### Histoire et théorie de l'économie mondiale
Puis, il se distingue comme historien et théoricien de l'économie mondiale capitaliste au niveau macroscopique. Sa très précoce critique du capitalisme mondial et son soutien aux « mouvements anti-systémiques » font de lui, au même titre que Noam Chomsky et Pierre Bourdieu, une référence du mouvement altermondialiste.
Sa contribution la plus importante, The Modern World-System, paraît en trois volumes, respectivement en 1974, 1980 et 1989. Wallerstein s'inspire de trois principaux courants intellectuels :
- Karl Marx, dont il reprend la prise en compte de l'importance première des facteurs économiques et de leur dominance sur les facteurs idéologiques dans la détermination des politiques mondiales ;
- Fernand Braudel, l’historien français de l'école des Annales qui avait décrit le développement des grands réseaux d’échanges économiques dans les grands empires de l'époque moderne, ainsi que leurs implications politiques (il a notamment développé le concept d'économie-monde) ;
- La théorie de la dépendance avec ses concepts de « centre » et de « périphérie ».

Son expérience et les impressions tirées de ses propres travaux sur l’Afrique post-coloniale, ainsi que les différentes théories traitant du problème des « pays en voie de développement », ont également nourri sa réflexion. 

### Théorie du Tiers-Monde
L'un des aspects de ses travaux pour lequel Wallerstein est reconnu est d’avoir anticipé l’aggravation du conflit Nord-Sud en pleine période de guerre froide. Wallerstein rejette complètement la notion de « Tiers-Monde » et affirme qu'il n'existait qu’un seul monde connecté par un réseau complexe de relations d’échanges économiques. Pour lui, il s'agit d'une « économie-monde », ou « système-monde » (qui historiquement comprenait les nations-États mais ne s'y limitait pas), dans laquelle la dichotomie du capital et du travail et l’accumulation du capital par des agents en concurrence se traduisent par des contradictions.

### Système-monde
Wallerstein situe l'origine du « système-monde » moderne dans l’Europe du Nord-Ouest du XVIe siècle. Ce qui était initialement une simple avance sur l’accumulation du capital en Grande-Bretagne et en France, en raison de circonstances politiques spécifiques à la fin de la période féodale, déclencha un processus d’expansion graduelle qui aboutit à un unique réseau mondial (ou système d’échange économique) qui existe encore aujourd’hui. Un développement important se déroula pendant l’ère de l’impérialisme, qui mit virtuellement le monde entier en contact avec l’économie capitaliste européenne.
Le « système-monde » capitaliste est loin d’être homogène, que ce soit culturellement, politiquement ou économiquement parlant. Il est en effet caractérisé par des disparités fondamentales dans le développement culturel et social et par une distribution inégale du pouvoir politique et du capital. À la différence des théories en faveur de la mondialisation et du capitalisme, Wallerstein ne conçoit pas ces différences comme de simples résidus ou irrégularités qui peuvent et seront effacées à mesure que le système évoluera de façon globale. Bien plus encore, selon lui, la division actuelle du monde en centre ou cœur, semi-périphérie et périphérie est une caractéristique propre du système-mondial. Les régions qui sont demeurées à l’écart du « système-monde » y demeurent en tant que périphérie. Il y a une division du travail fondamentale et institutionnelle entre le cœur et la périphérie : tandis que le cœur a un haut niveau de développement technique, et des produits manufacturés de haute complexité, le rôle de la périphérie se limite à celui d’apporter les matières premières, des produits agricoles et de la main-d’œuvre bon marché aux acteurs en croissance du centre. L’échange économique entre le cœur et la périphérie est inégal : la périphérie est obligée de vendre ses produits à bas prix mais doit acheter les produits du centre au prix fort. Cette inégalité, une fois établie, tend à se stabiliser en raison de contraintes quasi-déterministes. Les situations du centre et de la périphérie ne sont en revanche pas déterminées et attribuées de façon rigide à certaines zones géographiques : elles sont en fait relatives l’une et l’autre et se déplacent. Il existe une zone appelée semi-périphérie qui agit en tant que périphérie par rapport au centre et comme centre par rapport à la périphérie. À la fin du XXe siècle, cette zone pourrait comprendre l’Europe de l’Est, la Chine et le Brésil par exemple. 
L’un des effets de l’expansion du « système-monde » est l’augmentation continuelle de la marchandisation des choses, y compris la main-d’œuvre humaine. Les ressources naturelles, les terres, la main-d’œuvre mais également les relations humaines se font peu à peu arracher leur valeur « intrinsèque » et sont transformés en marchandises sur un marché qui dicte leur valeur d’échange.
Au cours des années 1970, la théorie de Wallerstein a été critiquée par plusieurs courants intellectuels, non seulement de la part des néolibéraux ou des milieux conservateurs, mais également de la part d’historiens qui mirent en doute certaines de ses allégations historiques. Les tenants des cultural studies l'ont initialement accusé d'ignorer l'importance des facteurs culturels dans les mutations sociales.

## Prises de positions
Immanuel Wallerstein fut notamment l'un des signataires du manifeste de Porto Alegre du Forum social mondial.

## Travaux

### Publications en français
- L'Afrique et l'indépendance, éd. Présence africaine, 1966.
- Les Inégalités entre les États dans le système international : origines et perspectives, Centre québécois des relations internationales, 1975.
- Capitalisme et économie-monde, 1450-1640, éd. Flammarion, 1980.
- La crise, quelle crise ? (avec S. Amin, G. Arrighi & A. G. Frank), éd. Maspero, 1982.
- Le mercantilisme et la consolidation de l'économie-monde européenne, 1600-1750, tome II : Le Système du monde du XVe siècle à nos jours, éd. Flammarion, 1984.
- Race, nation, classe : Les identités ambiguës (avec Étienne Balibar), ed. La Découverte, 1988.
- Le capitalisme historique, Ed. La Découverte, 1985 [nouvelle édition 2002, avec postface : "La mondialisation n'est pas nouvelle."]
- Impenser la science sociale : Pour sortir du XIXe siècle, Ed. Presses universitaires de France, 1995.
- Le grand tumulte ? Les mouvements sociaux dans l'économie-monde (avec S. Amin, G. Arrighi & A.G. Frank) Ed. La Découverte, 1991.
- Ouvrir les sciences sociales. Paris : Descartes & Cie, 1996.
- Letters from the President, 1994-1998. Madrid : International Sociological Association, 1998. [Anglais/français/espagnol]
- L'Après-libéralisme : Essai sur un système-Monde à réinventer, Ed. La Tour d'Aigues : Éditions de l'Aube, 1999.
- L'histoire continue, Ed. de l'Aube, 1999.
- L'Utopistique, ou les choix politiques du XXe siècle. La Tour d'Aigues : Éditions de l'Aube, 2000.
- Une nouvelle phase du capitalisme ? (avec François Chesnais, Gérard Duménil & Dominique Lévy), Ed. Syllepse, 2001.
- Comprendre le monde. Introduction à l'analyse des système-monde, Editions La Découverte, 2006. Réédité en poche en 2009.
- Race, nation, classe, avec Étienne Balibar, La Découverte, 2007
- L'universalisme européen : de la colonisation au droit d'ingérence, Demopolis, 2008.

### Publications en anglais
- 1961 : Africa, The Politics of Independence. New York : Vintage.
- 1964 : The Road to Independence: Ghana and the Ivory Coast. Paris & La Haye : Mouton.
- 1967 : Africa: The Politics of Unity. New York: Random House.
- 1969 : University in Turmoil: The Politics of Change. New York:Atheneum.
- 1972 (avec Evelyn Jones Rich): Africa: Tradition & Change. New York : Random House.
- 1974 : The Modern World-System, vol. I: Capitalist Agriculture and the Origins of the European World-Economy in the Sixteenth Century. New York/Londres : Academic Press.
- 1979 : The Capitalist World-Economy. Cambridge : Cambridge University Press.
- 1980 : The Modern World-System, vol. II: Mercantilism and the Consolidation of the European World-Economy, 1600-1750. New York : Academic Press.
- 1982 (avec Terence K. Hopkins et al.) : World-Systems Analysis: Theory and Methodology. Beverly Hills: Sage.
- 1982 (avec Samir Amin, Giovanni Arrighi et André Gunder Frank): Dynamics of Global Crisis. Londres : Macmillan.
- 1983 : Historical Capitalism. Londres : Verso.
- 1984 : The Politics of the World-Economy. The States, the Movements and the Civilizations. Cambridge : Cambridge University Press.
- 1986 : Africa and the Modern World. Trenton, NJ: Africa World Press.
- 1989 : The Modern World-System, vol. III: The Second Great Expansion of the Capitalist World-Economy, 1730-1840's. San Diego : Academic Press.
- 1989 (avec Giovanni Arrighi et Terence K. Hopkins): Antisystemic Movements. London: Verso.
- 1990 (avec Samir Amin, Giovanni Arrighi et André Gunder Frank) : Transforming the Revolution: Social Movements and the World-System. New York: Monthly Review Press.
- 1991 (avec Étienne Balibar): Race, Nation, Class: Ambiguous Identities. London: Verso.
- 1991 : Geopolitics and Geoculture: Essays on the Changing World-System. Cambridge: Cambridge University Press
- 1991 : Unthinking Social Science: The Limits of Nineteenth Century Paradigms. Cambridge: Polity.
- 1995 : After Liberalism. New York: New Press.
- 1995 : Historical Capitalism, with Capitalist Civilization. Londres : Verso.
- 1998 : Utopistics: Or, Historical Choices of the Twenty-first Century. New York: New Press.
- 1999 : The End of the World As We Know It: Social Science for the Twenty-first Century. Minneapolis: University of Minnesota Press.
- 2003 : Decline of American Power: The U.S. in a Chaotic World. New York : New Press.
- 2004 : The Uncertainties of Knowledge. Philadelphia : Temple University Press.
- World-Systems Analysis: An Introduction, Duke University Press, 2004
- Alternatives: The U.S. Confronts the World, Paradigm Press, 2004
- European Universalism: The Rhetoric of Power, New Press, 2006
- The Modern World-System, vol. IV: Centrist Liberalism Triumphant, 1789–1914, University of California Press, 2011
- 2013 : avec Charles Lemert et Carlos Antonio Aguirre Rojas, Uncertain Worlds: World-Systems Analysis in Changing Times, VA: Paradigm Publishers.
- 2013 : avec Randall Collins, Michael Mann, Georgi Derluguian et Craig Calhoun, Does Capitalism Have a Future?, Oxford University Press.
- 2015 : "Préface "Dilemnas of the Global Left" to Gustave Massiah, Strategy for the Alternative to Globalisation, Montréal, New-York, London, Black Rose Books.